# Lila Lacombe
Lila Lacombe, née le 14 novembre 1995, est une actrice, danseuse et influenceuse française.

## Biographie

### Débuts artistiques
Née en 1995, Lila Lacombe est originaire de Soisy-sur-Seine, dans l'Essonne. À 13 ans elle part vivre seule à Paris, elle passe son adolescence à étudier la danse à Paris. À sa majorité, après avoir participé à une comédie musicale avec son école, elle est encouragée par son enseignante pour se lancer dans la comédie.
Entre 2014 et 2018, elle connaîtra plusieurs expériences devant la caméra, tournant autant pour la télévision que le cinéma, sous les yeux de Tristan Séguéla, Mélissa Drigeard ou encore Julien Zidi.
En 2017, elle est remarquée pour son rôle de Charlotte dans le film Le Manoir, produit par Gaumont, aux côtés de plusieurs youtubeurs.

### Doublage (depuis 2016)
À 20 ans, alors qu'il lui « manquait dix cachets » pour valider son intermittence, elle rencontre la comédienne et directrice artistique de doublage Dorothée Pousséo, par l'intermédiaire de l'agent artistique qu'elles avaient en commun, et qui lui permettra de découvrir les studios de doublage. Assistant à un enregistrement de Céline Ronté, également comédienne et directrice artistique, « qui cherchait une voix de petite souris », elle est conviée par cette dernière pour de la création de voix sur la série d'animation Ernest et Célestine, où elle prêtera sa voix à Mélusine.
Enchaînant les rôles au fil des années, elle est aujourd'hui la voix française régulière d'Anna Cathcart et Georgina Amorós mais aussi, dans l'animation, d'Anya Forger dans Spy × Family, Rebecca dans Cyberpunk Edgerunners, Hikari Okari dans Neon Genesis Evangelion, la princesse dans Princesse Dragon, Marcie dans la franchise Snoopy ou encore Nazuna dans Call of the Night,,,.

### Influence
Lila Lacombe occupe, en parallèle de sa carrière de comédienne, une activité d'influenceuse sur les réseaux sociaux où elle partage son quotidien et son actualité professionnelle. Elle totalise, à ce jour, plus de 164 000 abonnés sur Instagram et près de 674 000 sur TikTok. N'ayant initialement pas pour projet d'en vivre, elle déclare avoir ouvert son auto-entreprise et être rémunérée pour des opérations publicitaires depuis 2022.

## Filmographie
Sauf indication contraire, les informations mentionnées dans cette section peuvent être confirmées par les bases de données cinématographiques  présentes dans la section « Liens externes ».

### Cinéma
- 2013 : 16 ans ou presque de Tristan Séguéla : la copine de Nabila
- 2014 : Jamais le premier soir de Mélissa Drigeard : Clémence
- 2015 : Coup de chaud de Raphaël Jacoulot : Laura
- 2017 : Le Manoir de Tony T. Datis : Charlotte
- 2018 : Les Dents, pipi et au lit d'Emmanuel Gillibert : la stagiaire
- 2018 : Nicky Larson et le Parfum de Cupidon de Philippe Lacheau : une bonne sœur

### Télévision
- 2014 : Le juge est une femme, épisode D'entre les morts de Julien Zidi : Lou Madec
- 2015 : Peplum, mini-série de Philippe Lefebvre : Maria
- 2015 : Lazy Company, épisode Dernier Round de Samuel Bodin : Lavinia
- 2015 : La Famille Millevoies, épisode Cynthia, future carrossière de Fabien Gazanhes : Cynthia
- 2015 : Meurtres en Bourgogne de Jérôme Navarro : Camille, la fille du procureur
- 2016 : Section de recherches, épisode Escalade de Julien Zidi : Zoé

### Internet
- 2023-2024 : La Bonne Auberge : Aquila

## Doublage

### Cinéma

#### Films
- Anna Cathcart dans :
  - À tous les garçons que j'ai aimés (2018) : Kitty Covey
  - À tous les garçons : P.S. Je t'aime toujours (2020) : Kitty Covey
  - À tous les garçons : Pour toujours et à jamais (2021) : Kitty Covey

- Ludovica Francesconi (it) dans :
  - Tellement beau (2020) : Marta
  - Toujours plus beau (it) (2021) : Marta
  - Encore plus beau (it) (2022) : Marta

- Hana Mae Lee dans :
  - The Babysitter (2017) : Sonya
  - The Babysitter: Killer Queen (2019) : Sonya

- Midori Francis dans :
  - Un after mortel (2021) : Lisa
  - Unseen (en) (2023) : Emily

- Maddie Nichols dans :
  - Emergency (en) (2022) : Emma
  - Le Croque-mitaine (2023) : Natalie

- 2017 : Very Bad Dads 2 : Adrianna (Didi Costine (de))
- 2018 : Alex and Me (en) : Reagan Wills (Siena Agudong)
- 2019 : Hala : Melanie (Taylor Marie Blim)
- 2019 : Cherry Blossoms et merveilleux démons (de) : Yu (Aya Irizuki)
- 2019 : Angel of Mine : Lola (Annika Whiteley)
- 2020 : Mulan : Hua Xiu (Xana Tang (de))
- 2020 : Freaky : Ryler (Melissa Collazo (en))
- 2020 : Magic Camp : Janelle (Bianca Grava)
- 2020 : Un rêve plus loin : Alice Littleton (Keira Chansa)
- 2020 : Une longueur d'avance : Annabelle Shumpert (Olivia Nardini)
- 2020 : La Nuit où on a sauvé maman : Mim (Cree Cicchino)
- 2020 : Host : Emma (Emma Louise Webb)
- 2020 : Lost Girls : Sherre Gilbert (Thomasin McKenzie)
- 2021 : Confessions d'une fille invisible : Teanira « Tetê » de Oliveira (Klara Castanho)
- 2021 : Prisoners of the Ghostland : Susie (Yuzuka Nakaya)
- 2022 : Les Arbres de la paix (en) : Peyton (Ella Cannon)
- 2022 : Le Jour où j'ai décidé de me prendre en main (sv) : Liv (Vera Carlbom (sv))
- 2022 : Le Mauvais Esprit d'Halloween : Jamie (Holly J. Barrett (de))
- 2022 : Sans issue : Jay (Mila Harris)
- 2022 : Absolument royal ! : Isabella « Izzy » (Laura Marano)
- 2023 : Il reste encore demain : Luisa (Chiara Bono)
- 2023 : Freestyle (it) : Miki (Nel Kaczmarek)
- 2024 : Les Nouveaux (en) : Katrina Aurienna (Loren Gray)
- 2024 : Dangereux privilèges (it) : Mariana (Ximena Lamadrid (es))
- 2025 : La Mort avant le mariage : Iza (Waleria Gorobets (pl))
- 2025 : Fear Street: Prom Queen : Tiffany Falconer (Fina Strazza (en))
- 2025 : Souviens-toi… l'été dernier : Ava Brucks (Chase Sui Wonders)

#### Films d'animation
- 1973[n 1] : Le Thanksgiving de Charlie Brown (en) : Marcie
- 1974[n 1] : Joyeuses Pâques, Charlie Brown ! (en) : Marcie
- 1992[n 1] : C’est encore Noël, Charlie Brown : Marcie
- 1993[n 2] : Je peux entendre l'océan : Yumi Kohama
- 1997[n 3] : Neon Genesis Evangelion: Death and Rebirth : Hikari Horaki
- 2002[n 1] : C'est la Saint-Valentin, Charlie Brown (en) : Marcie
- 2007[n 4] : Evangelion: 1.0 You Are (Not) Alone : Hikari Horaki
- 2009[n 4] : Evangelion: 2.0 You Can (Not) Advance : Hikari Horaki
- 2012[n 4] : Evangelion: 3.0 You Can (Not) Redo : Hikari Horaki
- 2016 : Ballerina : Nora
- 2017 : Les Schtroumpfs et le Village perdu : voix additionnelles
- 2018 : Nouvelle Génération : Ani
- 2018 : Liz et l'Oiseau bleu : Yūko Yoshikawa
- 2019 : KonoSuba, le film : Legend of Crimson : Darkness
- 2019 : Wonderland : Le Royaume sans pluie : Akane
- 2020 : Larva Island, le film : Wendy
- 2020 : Nous sommes là : Notes concernant la vie sur la planète Terre : Sumiko (court métrage)
- 2020 : Nos mots comme des bulles : Juri Hoshino
- 2020 : Made in Abyss : L'Aurore de l'Âme des profondeurs : Meethi
- 2021 : Princesse Dragon : la princesse (création de voix)
- 2021 : L'Enfant du mois de Kamiari : Miki
- 2021 : Snoopy présente : Le Nouvel An de Lucy (en) : Marcie
- 2021 : Evangelion: 3.0+1.0 Thrice Upon a Time : Hikari Horaki
- 2022 : Snoopy présente : Bonne fête Maman (et Papa) ! (en) : Marcie
- 2022 : Snoopy présente : Chaque geste compte, Charlie Brown (en) : Marcie
- 2023 : Snoopy présente : La seule et unique Marcie (en) : Marcie
- 2023 : Ruby, l'ado Kraken : Bliss
- 2023 : Maboroshi : Reina Yasumi
- 2024 : Mon oni à moi : Tsumugi
- 2024 : Snoopy présente : Bienvenue à la maison, Franklin (en) : Marcie
- 2024 : Spy × Family Code: White : Anya Forger

### Télévision

#### Téléfilms
- 2017 : Le Club du masque blanc : Teressa (Emily Bader (en))
- 2017 : Maternal Instinct : Sarah (Vanessa Przada)
- 2020 : L'autre mère de ma fille : Tara (Monica Rose Betz)
- 2020 : Romance d'hiver : Zoe Oliver (Lauren McNamara)
- 2021 : Mia, 17 ans pour toujours : Mia (Lexi Jayde (en))
- 2021 : Black Island : Nina Cohrs (Mercedes Müller)
- 2022 : Sélect et scandaleux : Samantha (Shaylaren Hilton)
- 2024 : La fille que j'ai perdue : Jenny (Rachel Kramer)

#### Séries télévisées
- Georgina Amorós dans :
  - Élite (2019-2022) : Cayetana Grajero Pando
  - Élites : Histoires courtes (2021) : Cayetana Grajero Pando
  - Chaque fois qu'on s'est aimés (es) (2022) : Irene (mini-série)

- Amanda Leighton dans :
  - The Fosters (2014-2018[n 5]) : Emma Kurtzman (54 épisodes)
  - This Is Us (2017-2022) : Sophie, jeune (19 épisodes)

- Navia Robinson (en) dans :
  - Raven (2017-2021) : Nia Baxter-Carver (80 épisodes)
  - Gotham Knights (2023) : Carrie Kelley / Robin (13 épisodes)

- Chase Sui Wonders dans :
  - Bupkis (en) (2023) : Nikki
  - City on Fire (2023) : Samantha Cicciaro

- Lea Drinda (de) dans :
  - Le Griffon (2023) : Becky (mini-série)
  - Where's Wanda? (en) (depuis 2024) : Wanda Klatt

- 2016-2022 : This Is Us : Annie Pearson (Faithe Herman (en))
- 2017-2020 : 13 Reasons Why : Ashley (Ellen Ho), Maria (Jessica Yeh) et May Dempsey (Anna Zavelson)
- 2017-2020 : Greenhouse Academy : Emma Geller (Aviv Buchler puis Dana Melanie)
- 2018-2024 : Camp Kikiwaka : Destiny Baker (Mallory James Mahoney (en))
- 2019 : Charlie, monte le son : Gabrielle (Frankie Hervey)
- 2019 : Dare Me : RiRi Curtis (Taveeta Szymanowicz (en))
- 2019-2020 : Sex Education : Ruthie (Lily Newmark (en))
- 2020 : Les Nouvelles Aventures de Sabrina : Lizzie (Jasmine Vega)
- 2020 : Dash and Lily : Lily (Midori Francis) (mini-série)
- 2020 : The Gloaming (en) : Lily Broomhall (Josephine Blazier)
- 2020-2022 : The Wilds : Shelby Goodkind (Mia Healey (en))
- 2021-2022 : Qui a tué Sara ? : Sara Guzmán / Lucia Guzmán Lazcano (Ximena Lamadrid (es))
- 2022 : Resident Evil : Billie Wesker, jeune (Siena Agudong)
- 2022 : Paper Girls : K. J. Brandman (Fina Strazza (en))
- 2022 : L'Écume de la guerre (no) : Hanna Wiig (Alexandra Gjerpen (no)) (mini-série)
- 2022-2023 : Surviving Summer : Poppy Tetanui (Lilliana Bowrey)
- depuis 2022 : La Petite Ferme enchantée : Ponette (Dominique Moore (en)) (voix)
- depuis 2022 : Hartley, cœurs à vif : Amerie Wadia (Ayesha Madon (en))
- 2023 : Everything Now : Alison (Niamh McCormack (en))
- 2023 : Erin et Aaron : Erin Park (Ava Ro)
- 2023 : Ma vie avec les Walter Boys : Grace (Ellie O'Brien)
- depuis 2023 : Gen V : Jordan Li (femme) (London Thor (en))
- depuis 2023 : XO, Kitty : Katherine « Kitty » Song Covey (Anna Cathcart)
- depuis 2023 : Mon petit côté vampire (en) : Carmela « Carmie » Henley (Kaileen Angelic Chang)
- 2024 : La Palma : Charlie (Jenny  Evensen) (mini-série)
- 2024 : Adorazione (it) : Vera Martini (Beatrice Puccilli)
- 2024 : Dernière nuit à Tremor : Bea de la Fuente (Carla Quílez (es)) (mini-série)
- 2024 : Wonderboys (it) : Teresa (Angie Marie Franco)
- 2024 : Under the Bridge : Josephine Bell (Chloe Guidry) (mini-série)
- 2025 : Bienvenidos a la familia : Jana (Alondra García Miró)
- 2025 : The White Lotus : Thidapon « Mook » Sornsin (Lalisa Manobal)
- 2025 : Meurtres à Åre (sv) : Amanda Halvorsén (Freddie Mosten-Jacob)
- 2025 : Bet : Yumeko (Miku Martineau (en))
- 2025 : Imbattables : Caitlyn Torres (Melissa Collazo (en))
- 2025 : Surcompensation : Emily (Nell Verlaque)
- 2025 : The Studio : Lucia Aniello (Lucia Aniello) (saison 1, épisode 9)
- 2025 : Sandman : Délire (Esme Creed-Miles) (saison 2)

#### Séries d'animation
- 1995-1996[n 3] : Neon Genesis Evangelion : Hikari Hokari
- 2016-2024[n 6] : KonoSuba : Darkness
- 2017 : Ernest et Célestine, la collection : Mélusine (création de voix)
- 2017 : Raiponce, la série : Furieuse
- 2017-2022 : Made in Abyss : Meethi
- 2018 : Zafari : une enfant
- 2018 : Sirius the Jaeger (en) : Yully, jeune
- 2019 : Ernest et Rebecca : Nadine (création de voix)
- 2019-2020 : 7 Seeds : Hotaru Kusakuri
- 2019-2021 : Snoopy dans l'espace : Marcie
- 2019-2023 : Ultraman (en) : Rena Sayama
- 2019[n 7]-2023 : Vinland Saga : Hordaland (doublage Netflix)
- 2019-2024 : Demon Slayer: Kimetsu no Yaiba : Kanao Tsuyuri
- 2019-2025 : Beastars : Els, Toki, Aku et Tortue marchande
- 2020-2021 : Comptinie-les-Oies (en) : la princesse Portia
- 2020-2021 : Cléopâtre dans l'espace (en) : Akila[n 8]
- 2020-2021 : Jessy et Nessy : Cassie
- 2020-2022 : Duncanville : Kimberly Harris[n 9]
- 2021 : Vampirina : Hydie Jekyll
- 2021 : Pacific Rim: The Black : Rosa (saison 1)
- 2021 : Shaman King : Jeanne et Damko
- 2021 : Godzilla : L'Origine de l'invasion (en) : Pero 2
- 2021-2022 : Platinum End : Nasse
- depuis 2021 : Link Click : Qiao Ling
- depuis 2021 : Le Snoopy Show : Marcie
- depuis 2021 : Invincible : Monster Girl / Shrinking Ray[n 10]
- 2022 : Cyberpunk: Edgerunners : Rebecca
- 2022 : Gambling School : Twin : Tsuzura Hanatemari
- 2022 : Super frères, mégarobots ! (en) : Alexandra « Alex » Rose[n 11]
- 2022 : Tiger et Bunny : Karina Lyle / Blue Rose (2e voix, saison 2)
- 2022 : Les Aventures de Rilakkuma au parc d'attractions : Emiri
- 2022 : Notre jeunesse en orbite (en) : Konoha Б Nanase
- 2022 : Kung Fu Panda : Le Chevalier Dragon : Changpu
- 2022 : Little Demon (en) : Chrissy Feinberg
- 2022 : Call of the Night : Nazuna Nanakusa
- 2022-2025 : Hamster et Gretel : Tina[n 12]
- depuis 2022 : Spy × Family : Anya Forger
- 2023 : Undead Unluck : Tamako Tahioka
- 2023 : Kitti Katz (gl) : Charity
- 2023 : Akuma-kun (en) : Mio Kazama
- 2023 : Lance Dur : Ozie (mini-série, création de voix)
- 2023 : Maniac par Junji Itō : Anthologie Macabre : Shinobu, Kōko, Eri, Kazuko et Kuriko adulte
- 2023-2024 : Frieren : Ehre
- 2024 : Le Camp de vacances de Snoopy : Marcie
- 2024 : Rising Impact : Yomiko Koizumi
- 2024 : Comment ratatiner ? : ? (création de voix)
- 2024-2025 : Blue Box : Ayame Moriya
- 2024-2025 : Fairy Tail: 100 Years Quest : Touka et Faris
- depuis 2024 : Creature Commandos : la princesse Ilana[n 13]
- 2025 : Moonrise (en) : Zowan

### Jeux vidéo
- 2020 : Hyrule Warriors : L'Ère du fléau : Impa
- 2020 : The Dark Pictures Anthology: Little Hope : Mary / Megan
- 2021 : Cookie Run: Kingdom : Cookie Fleur de cerisier
- 2021 : Forza Horizon 5 : Alejandra
- 2022 : God of War: Ragnarök : Angrboda
- 2023 : Hogwarts Legacy : Violette McDowell
- 2024 : Barbie : Projet Amitié : Daisy / Chelsea
- 2025 : Monster Hunter Wilds : Palico